# Seisyll ap Clydog
Seisyll ap Clydog fue rey de Ceredigion, en Gales, en algún momento a finales del siglo VII o comienzos del VIII. Dio nombre al posterior reino de Seisyllwg, formado por la unión de Ceredigion y la región conocida como Ystrad Tywi, por lo que pudiera ser el rey responsable tal unión. No obstante, no hay evidencias contemporáneas al respecto y no se conoce casi nada de su vida o reinado.

## Historia
Seisyll aparece citado en las Genealogías de Harlehain como rey de Ceredigion. Se le identifica como hijo de Clydog o Clitauc Artgloys y padre de Arthgen, presumiblemente el rey de Ceredigion al que los Annales Cambriae refieren como muerto en 807. El nombre Seisyll parece  derivar del bajo latín Saxillus, proveniente de la misma raíz que el galés sais, que significa sajón o inglés.
Seisyll ap Clydog es tenido generalmente por el Seisyll que da nombre a Seisyllwg. Historiadores como John Edward Lloyd o Egerton Phillimore le han considerado el fundador del reino. No obstante, las fuentes contemporáneas continúan utilizando el nombre Ceredigion para el reino de Seisyll y sus sucesores. Por lo tanto, "Seisyllwg" pudiera representar un desarrollo político sustancialmente posterior.